# ジュジュ -第7銀河系のメルヘン-
『ジュジュ』 -第7銀河系のメルヘン-（ジュジュ だい7ぎんがけいのめるへん）は宝塚歌劇団の舞台作品。星組公演。
形式名は「ファンタスティック・ショー」。24景。
併演作品は『アルジェの男』。
1974年7月26日から8月27日まで宝塚大劇場で上演された。

## 解説
※『宝塚歌劇100年史（舞台編）』の宝塚大劇場公演を参照した。
地球から遠く離れた銀河系を舞台にしたショー作品。『星の王子さま』と『火の鳥』を参考に制作された。鳳蘭は母を恋しがるひとりぼっちのジュジュを演じる。寺田瀧雄は「子守唄」の作曲を担当。

## スタッフ
- 作・演出[1]：草野旦
- 音楽[2]：寺田瀧雄、中井光靖、吉崎憲治
- 音楽指揮[2]：溝口堯
- 振付[2]：喜多弘、司このみ、アキコ・カンダ、中川久美
- 装置[2]：大橋泰弘
- 衣装[2]：任田幾英
- 照明[3]：今井直次
- 音響・録音[3]：松永浩志
- 小道具[3]：万波一重
- 効果[3]：川ノ上智洋
- 演出助手[3]：村上信夫、三木章雄
- 制作[3]：大谷真一
- ヘア・デザイン[3]：和田好弘